# Fils de France (chanson)
Pour les articles homonymes, voir Fils de France (homonymie).
Fils de France  est une chanson par Damien Saez publiée le 22 avril 2002. Publiée au lendemain du premier tour de l'élection présidentielle de 2002 en France, elle est le fruit du résultat des deux candidats désignés pour le deuxième tour, Jacques Chirac et Jean-Marie Le Pen.
Il s'agit d'un morceau de résistance et de mobilisation de la population française face à la montée de l’extrême-droite. Il est régulièrement joué sur scène par le chanteur.
Saez, âgé de 24 ans au moment de l'élection, n'est pas inscrit sur les listes électorales.

## Histoire du morceau
Le morceau est écrit, composé et enregistré en environ dix heures dans la nuit du 21 et 22 avril 2002. Il est publié au lendemain des résultats du premier tour de l'élection présidentielle de 2002 en France, qui a vu pour la première fois un candidat d'extrême-droite accéder au second tour.
Elle est interprétée pour la première fois en concert en octobre 2002, au zénith de Paris.
Le 26 octobre 2016, la chanson est évoquée dans l'émission Affaires sensibles de Fabrice Drouelle, sur le thème de l'élection présidentielle de 2002. L'émission du jour porte le nom de Fils de France en référence.
Le 30 avril 2017, Saez reproduit l'exercice en publiant un morceau inédit intitulé Premier Mai, cette fois-ci adressé au Président Emmanuel Macron, élu quelques jours plus tôt. Il appelle une fois de plus à la révolte du peuple face à la politique et à « pendre le banquier ».

## La chanson

### L'artwork
La pochette du single est le nom de Saez centré sous lequel est écrit Fils de France sur fond du drapeau français.

### Sonorités et thématiques
La chanson reprend des passages de Menacés mais libres, présent sur l'album God blesse. Il commence par un montage des plusieurs personnes interrogés dans les journaux télévisés, de passages originaux traitant de l'horreur et de la stupéfaction qu'a créée l'annonce du résultat électoral parmi une partie de la jeunesse française.
Le refrain est quant à lui une reprise légèrement modifiée en français du refrain de Youth of the Nation du groupe P.O.D.

### Format
Le morceau est publié en téléchargement libre et gratuit le 22 avril 2002 au lendemain du premier tour de l'élection présidentielle. Il sera par la suite au format CD en édition limitée le 1er juin 2002.

## Adaptation
Saez interprète régulièrement ce morceau sur scène. Avec le temps et le remplacement de Jean-Marie Le Pen par sa fille Marine Le Pen, à la tête du parti d'extrême-droite, la phrase « Au royaume des aveugles tu sais bien ce qu'on dit les borgnes sont les rois », qui fait référence à Le Pen père est remplacée par « Au royaume des aveugles tu sais bien ce qu'on dit les filles de borgnes sont les reines ».